# 陳景輝

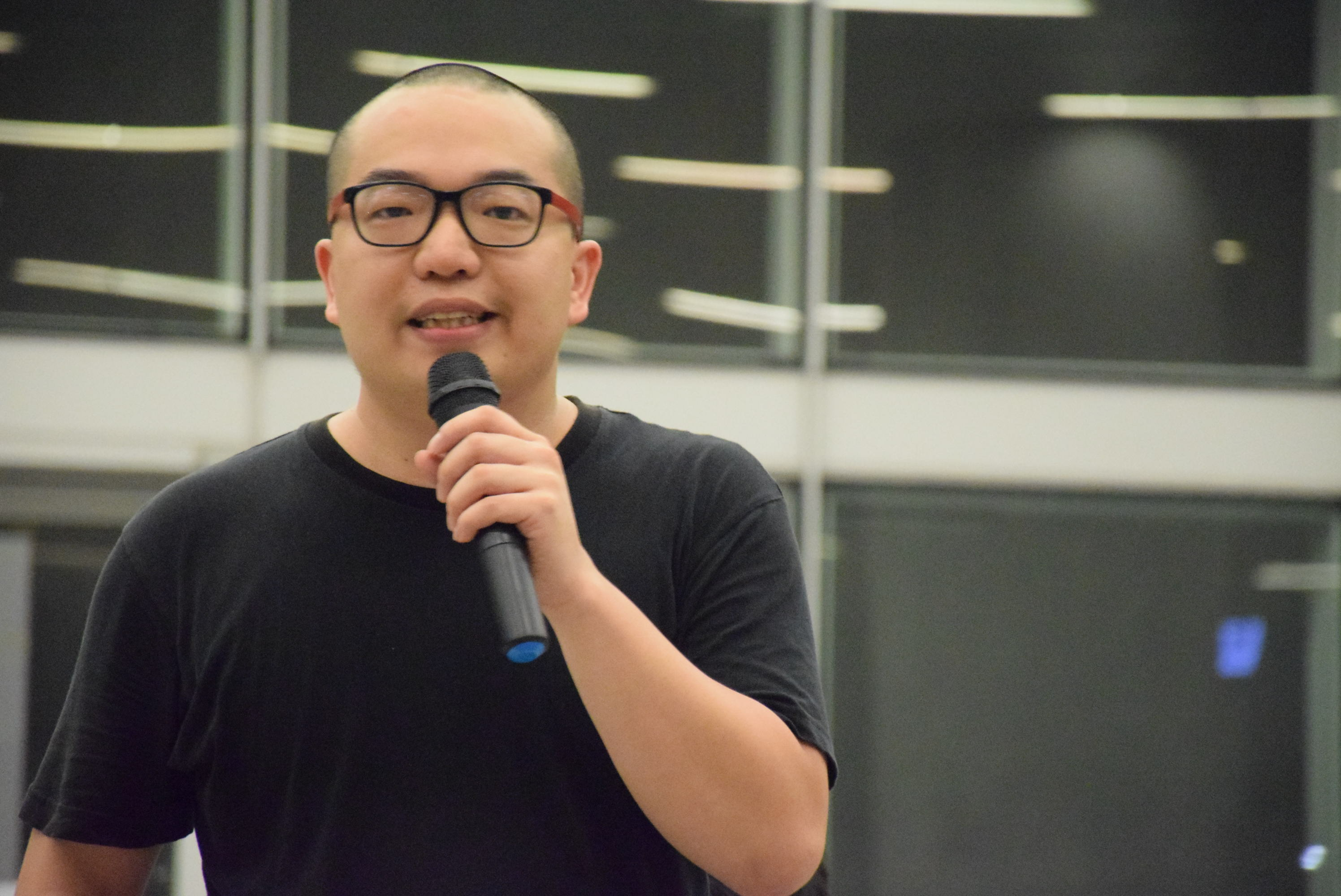
陳景輝

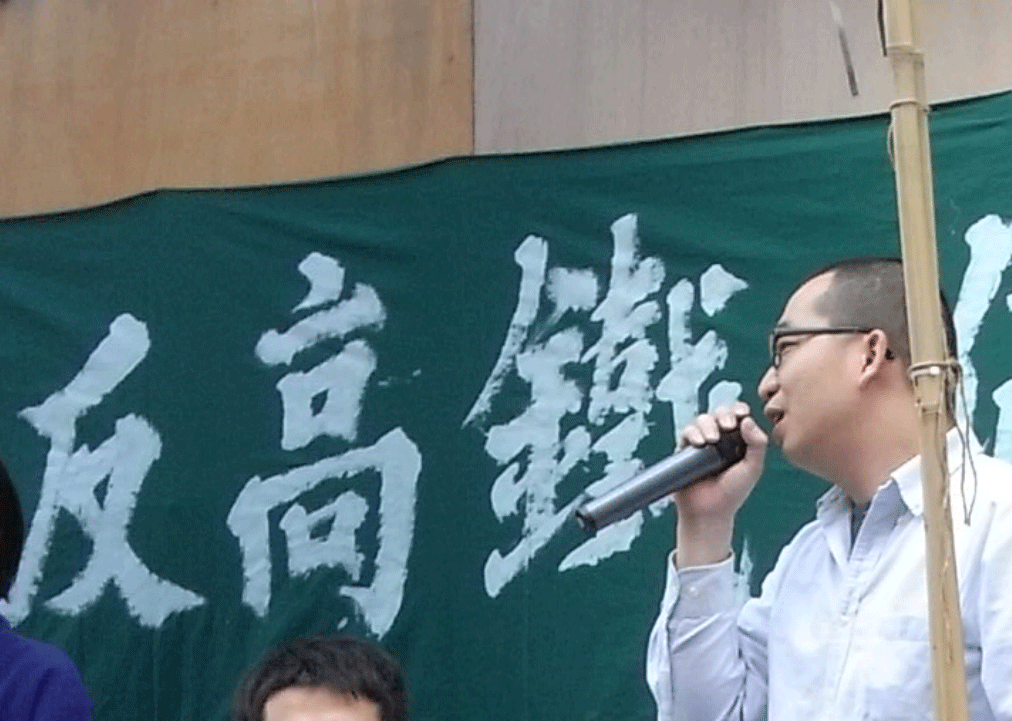
陳景輝

陳景輝（CHAN King-fai，1982年—）是香港政治及文化評論人、社會運動人士，與同為社運人士的林輝合稱為「美點雙輝」，曾組織及參與香港多場社會運動，並於多個媒體上參與評論。
陳景輝是本土行動、八十後反高鐵青年及八十後反特權青年的主要人物，於利東街社區運動、保衛天星碼頭及皇后碼頭、反高鐵及保衛菜園村、反政改方案、反國民教育科等運動皆有參與，亦曾因參與抗爭而被拘捕及被檢控。 陳景輝是香港獨立媒體記者及專欄作者，亦曾於網上電台和網上電視等網絡媒體擔任主持及評論員。其文章散見於多份報紙雜誌，現於明報世紀版及觀點版撰寫專欄。
陳亦曾任香港數碼電台（DBC）節目主持，主持節目計有《八十後今晚打老虎》、《網絡起義》、《八十後今晚起義》等。曾被鄭經翰以聽眾身份致電評論其節目風格及質素。及後，鄭經翰於《香港蘋果日報》表示對覺得他們的主持「不夠激、太老成」，像「八十後的建制派」，擔任主持期間又錯過很多社會議題沒有引發公眾討論。陳認為鄭的批評是干預DBC編輯自主，遂與拍檔林輝、監制蔡嘉儀等人一同辭職。但亦有意見認為，陳等人於節目中立場模糊、訪問技巧欠佳，鄭坦率指出他們主持節目有改善之處，卻被上綱上線說成鄭「干預編輯自主」、「打壓言論自由」。但是，在DBC被迫結束廣播時，陳景輝亦有多次聲援DBC。

## 媒體參與
- 明報世紀版
- OurTV《政治解毒》